# Nanny (Jamaïque)
La reine Nanny (environ 1685 - autour de 1755), héroïne nationale jamaïcaine, est une des plus figures emblématiques de la résistance des marrons jamaïcains au XVIIIe siècle, au même titre que Zumbi dos Palmares au Brésil ou Toussaint Louverture en Haïti. La plupart des témoignages sur son existence proviennent d'histoire orales car peu de preuves écrites existent. Pourtant, des documents historiques font allusion à une femme rebelle Obeah ayant animé une communauté de marrons, et mené la vie dure aux forces coloniales anglaises.

## Les marrons
Les marrons sont les descendants des Afro-Caribéens, qui ont traversé l'expérience oppressive de l'esclavage dans les plantations et ont formé leur propre communauté dans l'espace intérieur accidenté et montagneux de l'île. Ils étaient considérés comme des combattants meurtriers et durs à la défaite.
Sous la gouvernance espagnole, jusqu'en 1650, des esclaves se sont échappés et se sont mariés avec les habitants natifs de l'île, les Arawaks, dans leurs communautés. Plus tard, quand les Anglais ont pris le contrôle de la colonie, la plupart des esclaves étaient en mesure  de fuir les plantations pour rejoindre les deux principaux groupes de marrons en Jamaïque : les Windward et les Leeward, menés respectivement par les chefs  Nanny et Capitaine Cudjoe. Les marrons venaient essentiellement des personnes de la région Akan de l'Afrique de l'Ouest. La tribu Ashanti, d'où vient Nanny, vivait dans la région. Des esclaves provenant d'autres régions de l'ouest africain ont rejoint les marrons dans leurs fuites,,. Pendant plus de 150 ans, les marrons ont aidé à libérer les esclaves des plantations en endommageant les terres et les propriétés appartenant aux propriétaires des plantations.

## Vie quotidienne de Nanny et travail
Nanny est née en Afrique de l'Ouest, au Ghana autour de l'année 1686, dans la tribu Ashanti et a été amenée en Jamaïque en tant qu'esclave. Il semble que certains des membres de sa famille étaient impliqués dans des conflits inter-tribus et son village a été capturé. Nanny et plusieurs de ses compatriotes ont été vendus en tant qu'esclaves et envoyés en Jamaïque. À peine arrivée en Jamaïque, Nanny a été probablement vendue à une plantation de la commune Saint Thomas, à proximité de Port Royal,,.
Le sucre de canne était la culture principale de ces plantations et les esclaves travaillaient dans des conditions extrêmement dures. Nanny et ses frères  Accompong, Cudjoe, Johnny et Quao ont fui leurs plantations et se sont cachés dans les Blue Mountains au nord de la commune de Saint Thomas. Pendant leur période de clandestinité, ils se sont divisés pour organiser plus de communautés marrons à travers la Jamaïque : Cudjoe est allé dans la commune de Saint James et a organisé un village qui plus tard a été nommé la ville Cudjoe Town, Accompong s'est rendu dans la commune de Saint Elisabeth dans une commune appelée Accompong Town, Nanny et Quao ont fondé les communautés dans la commune de Portland,.
Nanny est devenue une héroïne populaire,. Les communautés dirigées par Nanny Town ont dû affronter les attaques anglaises. Autour de l'année 1720, Nanny et Quao ont mis en place et ont contrôlé une aire dans les Blue Mountains. Cet espace, nommé Nanny Town, s'étendait sur 500 acres (2,4 km2) de terre accordée aux esclaves en fuite. Nanny Town avait un emplacement stratégique car il surplombait la rivière Stony. Sa situation permettait de repérer les ennemis à une haute altitude, ce qui rendait toute embuscade britannique impossible. En effet, la ville était située sur une crête où à 900 pieds se trouvait un précipice, et le long du précipice, il y avait une voie étroite qui menait à la ville, c'est là que Nanny avaient installé ses gardes en des points stratégiques. Afin d'avertir ses guerriers guetteurs de tout danger imminent, Nanny faisait sonner sa fameuse corne appelée abeng. Les marrons de Nanny Town ont aussi organisé des tours de surveillance pour faire face à des attaques éventuelles.
Elle avait mise en place un commerce basé sur du troc de nourriture, d'armes et de vêtements, qui permettait de faire vivre sa communauté. Les marrons de Nanny Town vivaient aussi d'élevage de bétail, d'agriculture et de chasse car Nanny avait textuellement imité le mode de vie des villages africains d'Ashanti, le climat de l'île  de la Jamaïque le permettait d'ailleurs très bien. Elle était organisée à l'identique d'une tribu Ashanti typique en Afrique. Les marrons étaient aussi connus pour pratiquer des raids dans les plantations pour récupérer les biens des maitres esclavagistes et pour rechercher des armes et de la nourriture, incendiant les plantations et ramenant les esclaves à leurs communautés.
Nanny organisait aussi des plans pour libérer les esclaves. Pendant plus de 30 ans, Nanny a libéré plus de 800 esclaves et les a aidés à installer une communauté marron,,.
Les Britanniques les attaquaient également. Mais, les partisans de Nanny pratiquaient une forme de guérilla contre de telles attaques, avec une bonne connaissance du terrain, et  utilisaient des leurres, s'habillant de façon à se dissimuler dans les arbres et les buissons, attirant les soldats britanniques par des appâts (des marrons se montrant volontairement), et qui, une fois repérés, attiraient les militaires britanniques dans des embuscades.

## Meneuse d'hommes et Obeah
Beaucoup dans sa communauté attribuaient les talents pour le leadership de Nanny à ses «pouvoirs Obeah». L'expression «femme Obeah» renvoie à une religion originaire d'Afrique, importée dans la Caraïbe dans les cales des bateaux de la traite atlantique, et pratiquée dans le Surinam, en Jamaïque, à Trinité et Tobago, en Guyane, à Barbade, au Belize et d'autres pays caribéens. L'Obeah est un mélange de mysticisme et de magie blanche et noire. Il est fort probable que le talent de leadership de Nanny résulte de sa tribu d'origine, Ashanti, connue pour sa résistance forte aux Européens dans l'Afrique de l'ouest et le Nouveau Monde, et peut-être de sa connaissance des méthodes traditionnelles thérapeutiques, pratiquées par les habitants natifs de l'île et les Africains.

## Mort
Dans le Journal of the Assembly of Jamaica des 29 et 30 mars 1733, un esclave noir qui aurait combattu  contre les marrons, le Capitaine Sambo, aussi connu sous le nom de William Cuffee, était cité dans la rubrique de l'esclave loyal en ces termes : «car ce très bon Nègre a tué Nanny, la femme rebelle Obeah». En effet, entre 1728 et 1734, Nanny Town et d'autres communautés des marrons furent sévèrement attaquées par les forces britanniques, c'est dans cette période qu'elle aurait été tuée.
Les restes de Nanny ont été enterrés dans une tombe nommée « Bump Grave » dans la ville de Moore Town (en) par les marrons de Moore Town. Après la mort de Nanny, la plupart des marrons de la Nanny Town ont traversé l'île pour rejoindre les marrons de la communauté Leeward. 300 hommes, femmes et enfants se sont lancés dans l'une des plus longues marches de l'histoire de la Jamaïque. Cette marche, connue comme le grand trek de Portland à St James.
Pourtant, en 1739, une parcelle de terre a été accordée à Nanny et à ses descendants. Certains affirment qu'elle a vécu comme une vieille dame, morte de causes naturelles autour de l'année 1760. La date exacte de son décès reste un mystère et la confusion vient du fait que Nanny était devenu un terme employé comme un titre honorifique pour désigner les personnalités d'envergure.